# یاروشووا وولا
یاروشووا وولا (به لاتین: Jaroszowa Wola) یک روستا در لهستان است که در گمینا پراژموو واقع شده‌است.